# Dreis-Brück
Dreis-Brück är en kommun i Landkreis Vulkaneifel i förbundslandet Rheinland-Pfalz i Tyskland. Kommenen bildades 16 mars 1974 när Brück uppgick i Dreis. Namnet ändrades 1 september 1977 till Dreis-Brück.
Kommunen ingår i kommunalförbundet Verbandsgemeinde Daun tillsammans med ytterligare 37 kommuner.